# DVD-RW
DVD-RW je naziv za DVD kod kojeg je moguće podatke izbrisati i ponovno ih stavljati na disk.
Format je razvila tvrtka Pioneer u studenom 1999. Za razliku od DVD-RAM-a, može se pokretati na oko 75% DVD čitača.
Manji Mini DVD-RW ima kapacitet od 1.46 gigabajta i promjer od 8 centimetara.
Glavna prednost DVD-RW nad DVD-R je mogućnost brisanja i ponovnog stavljanja podataka.
Prema Pioneeru, podaci s DVD-RW se mogu zapisati oko 1000 puta prije nego što se mora zamijeniti, slično kao kod CD-RW. DVD-RW se obično koristi za zapisivanje podataka kod kojih su izmjene česte, kao što su sigurnosne kopije. Također se sve više koriste za kućne DVD snimače. Još jedna prednost DVD-RW je i u tome što DVD nije upropašten zbog greške prilikom zapisivanja podataka.